# Viarigi
Viarigi é uma comuna italiana da região do Piemonte, província de Asti, com cerca de 1.003 habitantes. Estende-se por uma área de 13 km², tendo uma densidade populacional de 77 hab/km². Faz fronteira com Altavilla Monferrato (AL), Felizzano (AL), Montemagno, Quattordio (AL), Refrancore.

## Demografia
| Variação demográfica do município entre 1861 e 2011                               |
|                                                                                   |
| Fonte: Istituto Nazionale di Statistica (ISTAT) - Elaboração gráfica da Wikipedia |